# 川田稔
川田 稔（かわだ みのる、1947年（昭和22年）6月21日 - ）は、日本の歴史学者・政治学者。名古屋大学名誉教授、前日本福祉大学教授。専攻は、政治外交史・政治思想史。
近代日本の政治外交史、政治思想史を専門とし、原敬・濱口雄幸・山縣有朋など主に大正期の政治家・政党政治家や永田鉄山をはじめとする昭和陸軍を中心に研究を行っている。また、民俗学者として知られる柳田國男を政治思想史的観点から研究している。2012年、『昭和陸軍の軌跡』で第21回山本七平賞受賞。

## 略歴
高知県生まれ。1971年岡山大学法文学部卒業、1978年名古屋大学大学院法学研究科博士課程単位取得満期退学、1987年法学博士（名古屋大学）（学位論文「柳田国男の思想史的研究」）。1978年名古屋大学法学部助手、1980年日本福祉大学経済学部講師、1989年同社会福祉学部助教授、1990年教授、1996年名古屋大学情報文化学部・大学院人間情報学研究科教授、2001年教授、2012年定年退任、名誉教授、日本福祉大学子ども発達学部教授。2018年退任。
1999年 北京日本学研究センター客員教授（～00年）

## 所属学会
- 政治思想史学会（2005～09年 理事）
- 社会思想史学会（2009年～ 幹事）
- 日本政治学会

## 担当科目
- 「政治学」、「比較文化論」、「宗教と共同体」、「こころとからだ」、「総合演習」

このほか、江口圭一の後任として愛知大学法学部で「日本政治史」をながく講義している。名古屋大学時代は、大学院で「政治外交思想論」、学部（情報文化学部）で「政治外交思想史」を担当していた。

## 著書

### 単著
- 『柳田国男の思想史的研究』（未來社、1985年）
- 『「意味」の地平へ──レヴィ＝ストロース、柳田国男、デュルケーム』（未來社〈ポイエーシス叢書〉、1990年）
- 『柳田国男――「固有信仰」の世界』（未來社、1992年）
- The Origin of Ethnography in Japan: Yanagita Kunio and his Times.（Kegan Paul International、1993年）
- 『原敬 転換期の構想――国際社会と日本』（未來社、1995年）
- 『柳田国男――その生涯と思想』（吉川弘文館〈歴史文化ライブラリー〉、1997年）オンデマンド版　2022年　ISBN　9784642754194
- 『原敬と山県有朋――国家構想をめぐる外交と内政』（中公新書、1998年）
- 『柳田国男のえがいた日本――民俗学と社会構想』（未來社〈ニュー・フォークロア双書〉、1998年）
- 『激動昭和と浜口雄幸』（吉川弘文館〈歴史文化ライブラリー〉、2004年）、オンデマンド版　2019年　ISBN　9784642755801
- 『浜口雄幸――たとえ身命を失うとも』（ミネルヴァ書房〈日本評伝選〉、2007年）
- 『浜口雄幸と永田鉄山』（講談社選書メチエ、2009年）
- 『満州事変と政党政治――軍部と政党の激闘』（講談社選書メチエ、2010年）
- 『昭和陸軍の軌跡――永田鉄山の構想とその分岐』（中公新書、2011年）
- 『戦前日本の安全保障』（講談社現代新書、2013年）
- 『昭和陸軍全史 1 満州事変』（講談社現代新書、2014年）
- 『昭和陸軍全史 2 日中戦争』（講談社現代新書、2014年）
- 『昭和陸軍全史 3 太平洋戦争』（講談社現代新書、2015年）
- 『石原莞爾の世界戦略構想』（祥伝社新書、2016年）
- 『柳田国男　知と社会構想の全貌』（ちくま新書、2016年）
- 『木戸幸一　宮中と軍部の狭間で』（文春新書、2020年）
- 『昭和陸軍　七つの転換点』（祥伝社新書、2021年）
- 『武藤章　昭和陸軍最後の戦略家』（文春新書、2023年）
- 『陸軍作戦部長 田中新一　なぜ参謀は対米開戦を叫んだのか？』（文春新書、2025年）

### 共編書
- （伊藤之雄）『環太平洋の国際秩序の模索と日本――第一次世界大戦後から55年体制成立』（山川出版社、1999年）
- （伊藤之雄）『20世紀日米関係と東アジア』（風媒社、2002年）
- （伊藤之雄）『20世紀日本の天皇と君主制――国際比較の視点から 1867-1947』（吉川弘文館、2004年）
- （伊藤之雄）『20世紀日本と東アジアの形成 1867-2006』（ミネルヴァ書房、2007年）
- （竹内恒夫、溝口常俊、高村ゆかり）『社会環境学の世界』（日本評論社、2010年）

### 編纂史料
- 『浜口雄幸集 論述講演篇』（未來社、2000年）
- 『浜口雄幸集 議会演説篇』（未來社、2004年）
- 『永田鉄山 軍事戦略論集』（講談社選書メチエ、2017年）
- 『近衛文麿と日米開戦――内閣書記官長が残した『敗戦日本の内側』』（祥伝社新書、2019年）- 富田健治の著作解説